# Prîvillea, Kazanka
Prîvillea (în ucraineană Привілля) este un sat în comuna Oleksandrivka din raionul Kazanka, regiunea Mîkolaiiv, Ucraina.

## Demografie
Componența lingvistică a localității Prîvillea
     Ucraineană (59,09%)
     Rusă (37,88%)
     Română (3,03%)
Conform recensământului din 2001, majoritatea populației localității Prîvillea era vorbitoare de ucraineană (59,09%), existând în minoritate și vorbitori de rusă (37,88%) și română (3,03%).